# أنطونيلا سيرا زانيتي
أنطونيلا سيرا زانيتي (بالإيطالية: Antonella Serra Zanetti)‏ مواليد 25 يوليو 1980 في مودينا، هي لاعبة كرة مضرب إيطالية سابقة بدأت مسيرتها كمحترفة سنة 1995 وكانت تلعب باليد اليمنى، اعتزلت اللعب في 2009.

## النهائيات

### الفردي: 1 (0–1)
| الحصيلة | الرقم | التاريخ      | الدورة                | الأرضية | المنافس في النهائي | النتيجة في النهائي |
| ------- | ----- | ------------ | --------------------- | ------- | ------------------ | ------------------ |
| الوصافة | 1.    | 31 مارس 2003 | الدار البيضاء، المغرب | ترابية  | ريتا غراندي        | 2–6, 6–4, 1–6      |

## روابط خارجية
- أنطونيلا سيرا زانيتي على موقع رابطة محترفات التنس (الإنجليزية)
- أنطونيلا سيرا زانيتي على موقع الاتحاد الدولي لكرة المضرب (الإنجليزية)
- أنطونيلا سيرا زانيتي على موقع كأس بيلي جين كينغ (الإنجليزية)
- أنطونيلا سيرا زانيتي على موقع خلاصة التنس.كوم (الإنجليزية)